# 桐生市立黒保根小学校
桐生市立黒保根小学校（きりゅうしりつ くろほねしょうがっこう）は、群馬県桐生市黒保根町水沼の公立小学校。2022年4月に小中一貫の義務教育学校「桐生市立黒保根学園」に統合されることになり閉校。

## 所在地
- 群馬県桐生市黒保根町水沼400

## 歴史
- 1873年（明治6年） - 常鑑寺に「群馬県管下第17区35学区第2番小学校」として開校[1]。群馬県では、第一番小学校を前橋（厩橋学校）に、第二番小学校を黒保根（水沼学校）に、第三番小学校を中之条（原町学校）に計画し、この順に開校した。第二番小学校（水沼学校）（後の黒保根村尋常高等小学校（現・桐生市立黒保根小学校））は、教育の重要性を認識していた星野長太郎の協力もあり常鑑寺に学校（寺子屋風）が仮設されて、2月に開校した。
- 1876年（明治9年） - この年、第二番小学校（水沼学校）は、星野家の分家(通称「3階」家の2階部分)に移ったが、3年後の1879年、黒峰神社前に校舎が新築され移転した。
- 2022年 - 義務教育学校「桐生市立黒保根学園」に統合されることになり閉校[1]。

## 学区
- 黒保根町上田沢[2]
- 黒保根町下田沢
- 黒保根町宿廻
- 黒保根町水沼
- 黒保根町八木原

## 学校周辺
- 桐生市立黒保根中学校
- わたらせ渓谷線：水沼駅
- 渡良瀬川